# 凤凰岭街道 (乌海市)
凤凰岭街道，是中华人民共和国内蒙古自治区乌海市海勃湾区下辖的一个乡镇级行政单位。

## 行政区划
凤凰岭街道下辖以下地区：
和平社区、公园社区、长青社区、墨香梨园社区、新城社区和蓝天社区。